# Eremitskogssångare
Eremitskogssångare (Setophaga occidentalis) är en fågel i familjen skogssångare inom ordningen tättingar. Fågeln häckar i bergstrakter i västra USA och övervintrar huvudsakligen i Centralamerika. Den är nära släkt med granskogssångaren och hybridiserar frekvent med denna.

## Kännetecken

### Utseende
Eremitskogssångaren är en 14 cm lång tätting som liknar de nära släktingarna granskogssångaren och grönryggig skogssångare med gult ansikte, grå vingad med dubbla vita vingband och hos hanen svart strupe. Eremitskogssångaren känns dock igen på avsaknaden av mörkare teckningar på huvudet. Ovansidan är vidare gråaktig (hanen) eller olivbrun (honan och ungfågeln) än grön. Undersidan är också ostreckat vit utan de båda andra arternas breda mörka flankstreck.

### Läte
Sången utgörs av en snabb serie med ljusa och sträva fraser som ökar i hastighet och slutar plötsligt: "ze ze ze ze ze ze ze ze zee sitew" eller "ze ze ze zeea zeea zeea ZEEA ZEEA tleep". Lätena likar granskogssångaren, ett vasst "tsik" och i flykten ett klart "swit".

## Utbredning
Eremitskogssångaren häckar i bergstrakter i västra Nordamerika, från kustnära berg i västra Washington söderut till centrala och södra Kalifornien inklusive Sierra Nevada. Den flyttar vintertid till ett område från norra Mexiko till norra Nicaragua, mer tillfälligt längre söderut till Costa Rica och västra Panama. Ett litet antal övervintrar även i kustnära södra Kalifornien. Tillfälligt har den påträffats i Belize.

Eremitskogssångarens utbredning, där gult betecknar vistelse sommartid och blått övervintringsområde.

## Systematik
Arten är nära släkt med grönryggig skogssångare (S. virens), gulkindad skogssångare (S. chrysoparia) och granskogssångare (S. townsendi). Den hybridiserar frekvent med den senare och skapar fertila ungar.  Den behandlas som monotypisk, det vill säga att den inte delas in i några underarter. 

### Släktestillhörighet
Tidigare placerades den tillsammans med ett stort antal andra arter i släktet Dendroica. DNA-studier visar dock att rödstjärtad skogssångare (Setophaga ruticilla) är en del av denna grupp. Eftersom Setophaga har prioritet före Dendroica inkluderas numera alla Dendroica-arter i Setophaga.

## Levnadssätt
Eremitskogssångaren hittas i högväxt och gammal barrskog. Den livnär sig nästan uteslutande av insekter. Fågeln häckar maj–juli, med äggläggning maj–juni.

## Status och hot
Arten har ett stort utbredningsområde och en stor population med stabil utveckling. Den tros heller inte vara utsatt för något substantiellt hot. Utifrån dessa kriterier kategoriserar internationella naturvårdsunionen IUCN arten som livskraftig (LC). Beståndet uppskattas till 2,5 miljoner vuxna individer.